# Nguyễn Xuân (Quảng Trị)
Nguyễn Xuân (1919–?), bí danh Ta, là một nhà cách mạng Việt Nam, nguyên Bí thư, Quyền Bí thư Tỉnh ủy các tỉnh Gia Lai, Lâm Đồng, Ninh Thuận, Chủ tịch Ủy ban Kháng chiến hành chính tỉnh Lâm Đồng.

## Cuộc đời
Nguyễn Xuân sinh năm 1915 tại thôn Hà Lỗ, xã Hải Tân (nay là xã Hải Phong), huyện Hải Lăng, tỉnh Quảng Trị.

Tháng 8 năm 1945, ông tham gia giành chính quyền ở tỉnh Gia Lai. Ngày 25, ông cùng Dương Thành Đạt, Trần Sanh, Trần Thông, Đỗ Huyên dẫn lực lượng từ Gia Lai lên Kon Tum, nhưng khi tới nơi thì Kon Tum khi đó đã khởi nghĩa thắng lợi dưới sự lãnh đạo của bác sĩ Hoàng Lẫm. Ngày 1 tháng 10, Chi bộ cộng sản đầu tiên của tỉnh Gia Lai được thành lập, do Nguyễn Đường làm Bí thư, các thành viên Phan Thêm, Nguyễn Xuân, Phạm Thuần, Trần Ren, Nguyễn Bá Hoè, Lý Tú, Trương Trợ. Đồng thời, ông còn tham gia Ủy ban hành chính tỉnh Gia Lai với cương vị Trưởng ty trinh sát. Tháng 12, Ban Chấp hành Đảng bộ tỉnh được thành lập với tên gọi Đảng bộ Tây Sơn, do Phan Thêm làm Bí thư, các Ủy viên Nguyễn Đường, Nguyễn Xuân, Trần Ren, Phạm Thuần.
Tháng 6 năm 1946, trước sự uy hiếp của quân Pháp, chính quyền tỉnh Gia Lai phải rút về Bình Định, ông được phân công cùng Phạm Thuần, Trần Thị Nguyên lên Xóm Ké để chỉ đạo huyện An Khê. Năm 1947, ông là Thư ký Ủy ban Kháng chiến hành chính tỉnh Gia Lai. Ngày 21 tháng 2 năm 1949, Đại hội đầu tiên của Đảng bộ tỉnh Gia Lai được tổ chức, Ban chấp hành Tỉnh ủy được thành lập gồm Nguyễn Xuân, Dương Thành Đạt, Phan Bá, Phạm Kiêm, do Nguyễn Xuân làm Bí thư.
Tháng 10 năm 1950, tại Hội nghị sáp nhập hai tỉnh Lâm Viên và Đồng Nai Thượng, với tư cách là Ủy viên Ban Cán sự cực Nam, ông được bầu làm Bí thư Ban Cán sự kiêm Chủ tịch Ủy ban kháng chiến hành chính tỉnh Lâm Đồng.
Tháng 10 năm 1953, Bí thư Tỉnh ủy Ninh Thuận Lê Văn Hiền đi dự lớp chính trị Đảng ở Liên khu V, ông được Ban Cán sự cực Nam cử về thay (cho đến tháng 3 năm 1954).
Sau khi ra Bắc, ông từng đảm nhiệm vai trò Đại sứ Việt Nam tại Cộng hòa Ả Rập Thống nhất (1965), kiêm Đại sứ tại Cộng hòa Ả Rập Yemen (1966), Thứ trưởng Bộ Ngoại giao Việt Nam tham gia Hội nghị Paris. Sau khi đất nước thống nhất, ông giữ chức Đại sứ Việt Nam tại Lào.